# Communauté rurale de Boghal
La communauté rurale de Boghal est une communauté rurale du Sénégal située en Casamance, au sud du pays. 
Créée en 2008, elle fait partie de l'arrondissement de Boghal, du département de Bounkiling et de la région de Sédhiou.